# Іканська сільська рада
Іканська сільська рада (біл. Іканскі сельсавет) — адміністративно-територіальна одиниця в складі Борисовського району розташована в Мінській області Білорусі. Адміністративний центр — Ікани.
Іканська сільська рада розташована на межі центральної Білорусі, на північному сході Мінської області орієнтовне розташування — супутникові знимки [Архівовано 25 серпня 2011 у WebCite], на північний захід від районного центру Борисова.
До складу сільради входять 13 населених пунктів:
- Березівщина • Буденичі • Буденицька Рудня • Вишнева • Ганцевичі • Горілий Луг • Завидне • Замошшя • Заремби • Ікани • Кайтанове • Смолярі • Усохи.